# Campionato europeo femminile di pallamano 2002
Il campionato europeo femminile di pallamano 2002 è stata la quinta edizione del massimo torneo di pallamano per squadre nazionali femminili, organizzato dalla European Handball Federation (EHF). Il torneo si è disputato dal 6 al 15 dicembre 2002 in Danimarca in tre impianti nelle città di Aarhus, Helsinge e Farum. Vi hanno preso parte sedici rappresentative nazionali, con un incremento di quattro unità rispetto alle precedenti quattro edizioni. Il torneo è stato vinto per la terza volta dalla Danimarca, che in finale ha sconfitto la Norvegia.

## Formato
Le sedici nazionali partecipanti sono state suddivise in quattro gironi da quattro squadre ciascuno. Le prime tre classificate accedevano alla seconda fase, dove sono state suddivise in due gironi da sei squadre ciascuno: ciascuna squadra portava nella seconda fase i punti conquistati contro le altre due qualificate del proprio girone e affrontava le altre tre squadre. Le prime due classificate accedevano alle semifinali, mentre terze e quarte partecipavano alle finali per i piazzamenti. Le prime tre classificate sono qualificate al campionato mondiale 2003. La prima classificata è qualificata al torneo femminile dei Giochi della XXVIII Olimpiade.

## Impianti
Il torneo è stato disputato in tre sedi in Danimarca.
| Aarhus         | Aarhus Farum Helsinge |
| -------------- | --------------------- |
| Areanen Aarhus | Aarhus Farum Helsinge |
| Farum          | Aarhus Farum Helsinge |
| Farum Arena    | Aarhus Farum Helsinge |
| Helsinge       | Aarhus Farum Helsinge |
| Helsinge hall  | Aarhus Farum Helsinge |

## Qualificazioni
Le qualificazioni al campionato europeo si sono sviluppate su due fasi e vi hanno preso parte 20 squadre nazionali, eccetto la Danimarca ammessa direttamente alla fase finale in qualità di Paese ospitante e le prime cinque classificate nell'edizione 2000 (Ungheria, Ucraina, Russia, Romania e Francia). Alla prima fase hanno preso parte 6 squadre nazionali, che si sono affrontate in play-off e le tre squadre vincitrici venivano ammesse alla seconda fase. Le 20 squadre partecipanti alla seconda fase si sono affrontate in play-off e le dieci vincitrici venivano ammesse alla fase finale.

## Squadre partecipanti
| Pr. | Squadra     | Qualificata come                         | Precedenti partecipazioni  |
| --- | ----------- | ---------------------------------------- | -------------------------- |
| 1   | Danimarca   | Nazione organizzatrice della fase finale | 4 (1994, 1996, 1998, 2000) |
| 2   | Ungheria    | Detentrice del titolo                    | 4 (1994, 1996, 1998, 2000) |
| 3   | Ucraina     | Seconda al campionato europeo 2000       | 4 (1994, 1996, 1998, 2000) |
| 4   | Russia      | Terza al campionato europeo 2000         | 4 (1994, 1996, 1998, 2000) |
| 5   | Romania     | Quarta al campionato europeo 2000        | 4 (1994, 1996, 1998, 2000) |
| 6   | Francia     | Quinta al campionato europeo 2000        | 1 (2000)                   |
| 7   | Bielorussia | Vincente i play-off                      | 1 (2000)                   |
| 8   | Norvegia    | Vincente i play-off                      | 4 (1994, 1996, 1998, 2000) |
| 9   | Slovenia    | Vincente i play-off                      | 0                          |
| 10  | Jugoslavia  | Vincente i play-off                      | 1 (2000)                   |
| 11  | Rep. Ceca   | Vincente i play-off                      | 1 (1994)                   |
| 12  | Austria     | Vincente i play-off                      | 4 (1994, 1996, 1998, 2000) |
| 13  | Germania    | Vincente i play-off                      | 4 (1994, 1996, 1998, 2000) |
| 14  | Paesi Bassi | Vincente i play-off                      | 1 (1998)                   |
| 15  | Svezia      | Vincente i play-off                      | 2 (1994, 1996)             |
| 16  | Spagna      | Vincente i play-off                      | 1 (1998)                   |

## Turno preliminare

### Gruppo A

#### Classifica finale
| Pos. | Squadra    | Pt | G | V | N | P | GF | GS | DR  |
| ---- | ---------- | -- | - | - | - | - | -- | -- | --- |
| 1.   | Jugoslavia | 6  | 3 | 3 | 0 | 0 | 93 | 76 | +17 |
| 2.   | Romania    | 4  | 3 | 2 | 0 | 1 | 82 | 78 | +4  |
| 3.   | Austria    | 2  | 3 | 1 | 0 | 2 | 77 | 83 | -6  |
| 4.   | Svezia     | 0  | 3 | 0 | 0 | 3 | 79 | 94 | -15 |

#### Risultati
| Helsinge 6 dicembre 2002, ore 18:30 UTC+1 | Romania | 27 – 21 (12-11) referto | Austria | Helsinge hall |

| Helsinge 6 dicembre 2002, ore 20:30 UTC+1 | Jugoslavia | 31 – 28 (15-16) referto | Svezia | Helsinge hall |

| Helsinge 7 dicembre 2002, ore 16:30 UTC+1 | Svezia | 25 – 30 (12-14) referto | Romania | Helsinge hall |

| Helsinge 7 dicembre 2002, ore 18:30 UTC+1 | Austria | 23 – 30 (9-15) referto | Jugoslavia | Helsinge hall |

| Helsinge 8 dicembre 2002, ore 16:30 UTC+1 | Romania | 25 – 32 (13-16) referto | Jugoslavia | Helsinge hall |

| Helsinge 8 dicembre 2002, ore 18:30 UTC+1 | Austria | 33 – 26 (20-10) referto | Svezia | Helsinge hall |

### Gruppo B

#### Classifica finale
| Pos. | Squadra     | Pt | G | V | N | P | GF | GS | DR  |
| ---- | ----------- | -- | - | - | - | - | -- | -- | --- |
| 1.   | Danimarca   | 6  | 3 | 3 | 0 | 0 | 74 | 63 | +11 |
| 2.   | Francia     | 4  | 3 | 2 | 0 | 1 | 66 | 65 | +1  |
| 3.   | Ucraina     | 2  | 3 | 1 | 0 | 2 | 72 | 77 | -5  |
| 4.   | Paesi Bassi | 0  | 3 | 0 | 0 | 3 | 73 | 80 | -7  |

#### Risultati
| Aarhus 6 dicembre 2002, ore 18:30 UTC+1 | Francia | 25 – 24 (11-12) referto | Paesi Bassi | Areanen Aarhus |

| Aarhus 6 dicembre 2002, ore 20:45 UTC+1 | Ucraina | 23 – 27 (12-14) referto | Danimarca | Areanen Aarhus |

| Aarhus 7 dicembre 2002, ore 18:30 UTC+1 | Danimarca | 20 – 17 (11-7) referto | Francia | Areanen Aarhus |

| Aarhus 7 dicembre 2002, ore 20:30 UTC+1 | Paesi Bassi | 26 – 28 (14-17) referto | Ucraina | Areanen Aarhus |

| Aarhus 8 dicembre 2002, ore 18:30 UTC+1 | Ucraina | 21 – 24 (10-11) referto | Francia | Areanen Aarhus |

| Aarhus 8 dicembre 2002, ore 20:45 UTC+1 | Danimarca | 27 – 23 (15-10) referto | Paesi Bassi | Areanen Aarhus |

### Gruppo C

#### Classifica finale
| Pos. | Squadra  | Pt | G | V | N | P | GF | GS | DR  |
| ---- | -------- | -- | - | - | - | - | -- | -- | --- |
| 1.   | Norvegia | 5  | 3 | 2 | 1 | 0 | 75 | 61 | +14 |
| 2.   | Russia   | 3  | 3 | 1 | 1 | 1 | 67 | 70 | -3  |
| 3.   | Germania | 2  | 3 | 1 | 0 | 2 | 71 | 78 | -7  |
| 4.   | Spagna   | 2  | 3 | 0 | 2 | 1 | 76 | 80 | -4  |

#### Risultati
| Farum 6 dicembre 2002, ore 18:15 UTC+1 | Russia | 25 – 22 (12-10) referto | Germania | Farum Arena |

| Farum 6 dicembre 2002, ore 20:15 UTC+1 | Norvegia | 25 – 25 (12-15) referto | Spagna | Farum Arena |

| Farum 7 dicembre 2002, ore 16:30 UTC+1 | Germania | 18 – 26 (9-15) referto | Norvegia | Farum Arena |

| Farum 7 dicembre 2002, ore 18:30 UTC+1 | Spagna | 24 – 24 (10-13) referto | Russia | Farum Arena |

| Farum 8 dicembre 2002, ore 18:30 UTC+1 | Germania | 31 – 27 (15-14) referto | Spagna | Farum Arena |

| Farum 8 dicembre 2002, ore 20:30 UTC+1 | Russia | 18 – 24 (11-13) referto | Norvegia | Farum Arena |

### Gruppo D

#### Classifica finale
| Pos. | Squadra     | Pt | G | V | N | P | GF | GS | DR  |
| ---- | ----------- | -- | - | - | - | - | -- | -- | --- |
| 1.   | Ungheria    | 6  | 3 | 3 | 0 | 0 | 98 | 77 | +21 |
| 2.   | Rep. Ceca   | 4  | 3 | 2 | 0 | 1 | 76 | 72 | +4  |
| 3.   | Slovenia    | 2  | 3 | 1 | 0 | 2 | 75 | 79 | -2  |
| 4.   | Bielorussia | 0  | 3 | 0 | 0 | 3 | 65 | 86 | -21 |

#### Risultati
| Aarhus 6 dicembre 2002, ore 14:30 UTC+1 | Rep. Ceca | 25 – 20 (10-14) referto | Slovenia | Areanen Aarhus |

| Aarhus 6 dicembre 2002, ore 16:30 UTC+1 | Ungheria | 34 – 23 (16-12) referto | Bielorussia | Areanen Aarhus |

| Aarhus 7 dicembre 2002, ore 14:30 UTC+1 | Bielorussia | 19 – 25 (8-10) referto | Rep. Ceca | Areanen Aarhus |

| Aarhus 7 dicembre 2002, ore 16:30 UTC+1 | Slovenia | 28 – 31 (14-16) referto | Ungheria | Areanen Aarhus |

| Aarhus 8 dicembre 2002, ore 14:30 UTC+1 | Bielorussia | 23 – 27 (15-16) referto | Slovenia | Areanen Aarhus |

| Aarhus 8 dicembre 2002, ore 16:30 UTC+1 | Ungheria | 33 – 26 (17-13) referto | Rep. Ceca | Areanen Aarhus |

## Turno principale

### Gruppo I

#### Classifica finale
| Pos. | Squadra    | Pt | G | V | N | P | GF  | GS  | DR  |
| ---- | ---------- | -- | - | - | - | - | --- | --- | --- |
| 1.   | Danimarca  | 10 | 5 | 5 | 0 | 0 | 126 | 108 | +16 |
| 2.   | Francia    | 6  | 5 | 3 | 0 | 2 | 121 | 124 | -3  |
| 3.   | Jugoslavia | 6  | 5 | 3 | 0 | 2 | 153 | 129 | +24 |
| 4.   | Romania    | 4  | 5 | 2 | 0 | 3 | 120 | 124 | -4  |
| 5.   | Austria    | 4  | 5 | 2 | 0 | 3 | 126 | 124 | +2  |
| 6.   | Ucraina    | 0  | 5 | 0 | 0 | 5 | 104 | 141 | -37 |

#### Risultati
| Aarhus 10 dicembre 2002, ore 16:30 UTC+1 | Austria | 32 – 19 (15-12) referto | Ucraina | Areanen Aarhus |

| Aarhus 10 dicembre 2002, ore 18:30 UTC+1 | Jugoslavia | 27 – 29 (12-14) referto | Francia | Areanen Aarhus |

| Aarhus 10 dicembre 2002, ore 20:30 UTC+1 | Romania | 23 – 25 (9-14) referto | Danimarca | Areanen Aarhus |

| Aarhus 11 dicembre 2002, ore 16:30 UTC+1 | Jugoslavia | 39 – 24 (19-8) referto | Ucraina | Areanen Aarhus |

| Aarhus 11 dicembre 2002, ore 18:30 UTC+1 | Romania | 26 – 29 (12-15) referto | Francia | Areanen Aarhus |

| Aarhus 11 dicembre 2002, ore 20:30 UTC+1 | Austria | 20 – 26 (13-13) referto | Danimarca | Areanen Aarhus |

| Aarhus 12 dicembre 2002, ore 16:30 UTC+1 | Romania | 19 – 17 (10-10) referto | Ucraina | Areanen Aarhus |

| Aarhus 12 dicembre 2002, ore 18:30 UTC+1 | Austria | 30 – 22 (17-12) referto | Francia | Areanen Aarhus |

| Aarhus 12 dicembre 2002, ore 20:30 UTC+1 | Jugoslavia | 25 – 28 (11-14) referto | Danimarca | Areanen Aarhus |

### Gruppo II

#### Classifica finale
| Pos. | Squadra   | Pt | G | V | N | P | GF  | GS  | DR  |
| ---- | --------- | -- | - | - | - | - | --- | --- | --- |
| 1.   | Norvegia  | 10 | 5 | 5 | 0 | 0 | 135 | 103 | +32 |
| 2.   | Russia    | 8  | 5 | 4 | 0 | 1 | 138 | 116 | +22 |
| 3.   | Ungheria  | 6  | 5 | 3 | 0 | 2 | 146 | 142 | +4  |
| 4.   | Rep. Ceca | 4  | 5 | 2 | 0 | 3 | 120 | 129 | -9  |
| 5.   | Slovenia  | 2  | 5 | 1 | 0 | 4 | 124 | 143 | -19 |
| 6.   | Germania  | 0  | 5 | 0 | 0 | 5 | 111 | 141 | -30 |

#### Risultati
| Farum 10 dicembre 2002, ore 16:30 UTC+1 | Norvegia | 27 – 20 (16-9) referto | Rep. Ceca | Farum Arena |

| Farum 10 dicembre 2002, ore 18:30 UTC+1 | Russia | 39 – 29 (21-17) referto | Ungheria | Farum Arena |

| Farum 10 dicembre 2002, ore 20:30 UTC+1 | Germania | 26 – 30 (15-14) referto | Slovenia | Farum Arena |

| Farum 11 dicembre 2002, ore 16:30 UTC+1 | Germania | 25 – 30 (14-15) referto | Ungheria | Farum Arena |

| Farum 11 dicembre 2002, ore 18:30 UTC+1 | Norvegia | 34 – 24 (13-9) referto | Slovenia | Farum Arena |

| Farum 11 dicembre 2002, ore 20:30 UTC+1 | Russia | 29 – 19 (12-10) referto | Rep. Ceca | Farum Arena |

| Farum 12 dicembre 2002, ore 16:30 UTC+1 | Germania | 20 – 30 (7-14) referto | Rep. Ceca | Farum Arena |

| Farum 12 dicembre 2002, ore 18:30 UTC+1 | Russia | 27 – 22 (13-11) referto | Slovenia | Farum Arena |

| Farum 12 dicembre 2002, ore 20:30 UTC+1 | Norvegia | 24 – 23 (13-11) referto | Ungheria | Farum Arena |

## Fase a eliminazione diretta

### Tabellone
|  | Semifinali | Semifinali | Semifinali |           |          | Finale          | Finale          | Finale          |  |
|  |            |            |            |           |          |                 |                 |                 |  |
|  | Norvegia   | Norvegia   | 21         |           |          |                 |                 |                 |  |
|  | Norvegia   | Norvegia   | 21         |           |          |                 |                 |                 |  |
|  | Francia    | Francia    | 16         |           |          |                 |                 |                 |  |
|  | Francia    | Francia    | 16         |           | Norvegia | Norvegia        | 22              |                 |  |
|  |            |            |            |           | Norvegia | Norvegia        | 22              |                 |  |
|  |            |            | Danimarca  | Danimarca | 25       |                 |                 |                 |  |
|  | Danimarca  | Danimarca  | Danimarca  | Danimarca | 25       | 22              |                 |                 |  |
|  | Danimarca  | Danimarca  |            |           |          | 22              |                 |                 |  |
|  | Russia     | Russia     | 18         |           |          | Finale 3º posto | Finale 3º posto | Finale 3º posto |  |
|  | Russia     | Russia     | 18         |           |          |                 |                 |                 |  |
|  |            |            |            |           |          |                 |                 |                 |  |
|  |            |            |            |           |          | Francia         | Francia         | 27              |  |
|  |            |            |            |           |          | Francia         | Francia         | 27              |  |
|  |            |            |            |           |          | Russia          | Russia          | 22              |  |

### Semifinali
| Aarhus 14 dicembre 2002, ore 14:30 UTC+1 | Francia | 16 – 21 (8-9) referto | Norvegia | Areanen Aarhus (4 000 spett.) |

| Aarhus 14 dicembre 2002, ore 17:00 UTC+1 | Danimarca | 22 – 18 (8-11) referto | Russia | Areanen Aarhus (4 200 spett.) |

### Finale 7º posto
| Aarhus 14 dicembre 2002, ore 12:00 UTC+1 | Romania | 19 – 17 (13-8) referto | Rep. Ceca | Areanen Aarhus (854 spett.) |

### Finale 5º posto
| Aarhus 15 dicembre 2002, ore 12:00 UTC+1 | Jugoslavia | 39 – 43 (20-24) referto | Ungheria | Areanen Aarhus (1 500 spett.) |

### Finale 3º posto
| Aarhus 15 dicembre 2002, ore 14:30 UTC+1 | Russia | 22 – 27 (11-14) referto | Francia | Areanen Aarhus (3 500 spett.) |

### Finale
| Aarhus 15 dicembre 2002, ore 17:00 UTC+1 | Danimarca | 25 – 22 (13-11) referto | Norvegia | Areanen Aarhus (4 200 spett.) |

## Classifica finale
| Pos.    | Nazione     |
| ------- | ----------- |
| Oro     | Danimarca   |
| Argento | Norvegia    |
| Bronzo  | Francia     |
| 4       | Russia      |
| 5       | Ungheria    |
| 6       | Jugoslavia  |
| 7       | Romania     |
| 8       | Rep. Ceca   |
| 9       | Austria     |
| 10      | Slovenia    |
| 11      | Germania    |
| 12      | Ucraina     |
| 13      | Spagna      |
| 14      | Paesi Bassi |
| 15      | Svezia      |
| 16      | Bielorussia |

|  | Qualificata ai campionato mondiale 2003 e ai Giochi della XXVIII Olimpiade |
|  | Qualificata al campionato mondiale 2003                                    |

## Statistiche

### Classifica marcatrici
Fonte:.
| Pos. | Nome                  | Nazionale  | Reti |
| ---- | --------------------- | ---------- | ---- |
| 1    | Ágnes Farkas          | Ungheria   | 58   |
| 2    | Ausra Fridrikas       | Austria    | 54   |
| 3    | Irina Poltorackaja    | Russia     | 53   |
| 4    | Petra Čumplová        | Rep. Ceca  | 52   |
| 5    | Mélinda Jacques-Szabo | Francia    | 44   |
| 6    | Kristine Andersen     | Danimarca  | 42   |
| 7    | Bojana Petrović       | Jugoslavia | 38   |
| 7    | Marina Nauković       | Jugoslavia | 38   |
| 9    | Lina Olsson Rosenberg | Norvegia   | 36   |
| 9    | Silvana Ilic          | Slovenia   | 36   |
| 9    | Carmen Amariei        | Romania    | 36   |

## Premi individuali
Migliori 7 giocatrici del torneo.
| Ruolo               | Giocatrice            |
| ------------------- | --------------------- |
| Migliore giocatrice | Karin Mortensen       |
| Portiere            | Karin Mortensen       |
| Ala sinistra        | Line Daugaard         |
| Terzino sinistro    | Ausra Fridrikas       |
| Centrale            | Kristine Andersen     |
| Terzino destro      | Lina Olsson Rosenberg |
| Ala destra          | Stéphanie Cano        |
| Pivot               | Ljudmila Bodnieva     |